# Tasmanopilio
Tasmanopilio is een geslacht van hooiwagens uit de familie Caddidae.
De wetenschappelijke naam Tasmanopilio is voor het eerst geldig gepubliceerd door Hickman in 1957. 

## Soorten
Tasmanopilio omvat de volgende 2 soorten:
- Tasmanopilio fuscus
- Tasmanopilio megalops